# Fabiano Oliveira
Fabiano Monteiro de Oliveira (Seropédica, 6 de março de 1987), conhecido por Fabiano Oliveira, é um ex-futebolista brasileiro que atuava como atacante.

## Carreira
Fabiano Oliveira foi revelado nas divisões de base do Flamengo, onde era cercado de cuidados e tinha status de promessa. Fez sua estréia como profissional durante a última rodada do Campeonato Brasileiro de 2004, entretanto, como tinha idade para atuar no time de juniores, reforçou a equipe comandada por Adílio e faturou o Campeonato Carioca de Juniores de 2005. Depois disso, permaneceu mais duas temporadas no rubro-negro, até que, no início de 2007, acabou sendo emprestado ao Goiás. Oscilando bons e maus momentos no Goiás, deixou o clube no início de 2008, quando teve seu nome especulado no Fortaleza, mas acabou mesmo transferindo-se para o Nacional da Madeira, de Portugal. Foi depois emprestado ao Giresunspor do Campeonato Turco. Em junho de 2010, durante a pausa para a disputa da Copa do Mundo, acertou a sua volta para o Flamengo. Mas foi novamente emprestado, agora para o Boluspor do Campeonato Turco. Na pré-temporada de 2012 esteve com o elenco principal do Flamengo na expectativa de receber uma nova chance. Sem chances, Fabiano Oliveira foi afastado e passou a treinar separado do elenco principal. No mês de novembro de 2012, Fabiano Oliveira foi emprestado ao Boavista-RJ.

### Controvérsia
Em dezembro de 2021, Fabiano foi preso, suspeito de descumprir medida protetiva e agredir a ex-mulher com socos e pontapés na frente dos filhos do casal. O jogador foi levado para o Complexo Penitenciário de Gericinó, em Bangu, Zona Oeste do Rio de Janeiro.

## Estatísticas
Até 18 de abril de 2015.

### Clubes
| Clube               | Temporada         | Campeonato nacional | Campeonato nacional | Campeonato nacional | Copa nacional[a] | Copa nacional[a] | Copa nacional[a] | Competições continentais[b] | Competições continentais[b] | Competições continentais[b] | Outros torneios[c] | Outros torneios[c] | Outros torneios[c] | Total | Total | Total   |
| Clube               | Temporada         | Jogos               | Gols                | Assist.             | Jogos            | Gols             | Assist.          | Jogos                       | Gols                        | Assist.                     | Jogos              | Gols               | Assist.            | Jogos | Gols  | Assist. |
| ------------------- | ----------------- | ------------------- | ------------------- | ------------------- | ---------------- | ---------------- | ---------------- | --------------------------- | --------------------------- | --------------------------- | ------------------ | ------------------ | ------------------ | ----- | ----- | ------- |
| Flamengo            | 2004              | 1                   | 0                   | 0                   | —                | —                | —                | —                           | —                           | —                           | —                  | —                  | —                  | 1     | 0     | 0       |
| Flamengo            | 2005              | 20                  | 3                   | 0                   | 2                | 0                | 0                | —                           | —                           | —                           | 4                  | 1                  | 0                  | 26    | 4     | 0       |
| Flamengo            | 2006              | 16                  | 3                   | 0                   | —                | —                | —                | —                           | —                           | —                           | 6                  | 1                  | 0                  | 22    | 4     | 0       |
| Flamengo            | Total             | 37                  | 6                   | 0                   | 2                | 0                | 0                | 0                           | 0                           | 0                           | 10                 | 2                  | 0                  | 49    | 8     | 0       |
| Goiás               | 2007              | 16                  | 0                   | 1                   | —                | —                | —                | —                           | —                           | —                           | —                  | —                  | —                  | 16    | 0     | 1       |
| Goiás               | Total             | 16                  | 0                   | 1                   | 0                | 0                | 0                | 0                           | 0                           | 0                           | 0                  | 0                  | 0                  | 16    | 0     | 1       |
| Nacional da Madeira | 2007–08           | 3                   | 1                   | 0                   | —                | —                | —                | —                           | —                           | —                           | —                  | —                  | —                  | 3     | 1     | 0       |
| Nacional da Madeira | 2008–09           | 17                  | 0                   | 1                   | 6                | 0                | 0                | —                           | —                           | —                           | —                  | —                  | —                  | 23    | 0     | 1       |
| Nacional da Madeira | Total             | 20                  | 1                   | 1                   | 6                | 0                | 0                | 0                           | 0                           | 0                           | 0                  | 0                  | 0                  | 26    | 1     | 1       |
| Giresunspor         | 2009–10           | 32                  | 12                  | 1                   | 4                | 1                | 0                | —                           | —                           | —                           | —                  | —                  | —                  | 36    | 13    | 1       |
| Giresunspor         | Total             | 32                  | 12                  | 1                   | 4                | 1                | 0                | 0                           | 0                           | 0                           | 0                  | 0                  | 0                  | 36    | 13    | 1       |
| Boluspor            | 2010–11           | 27                  | 6                   | 0                   | 1                | 0                | 0                | —                           | —                           | —                           | —                  | —                  | —                  | 28    | 6     | 0       |
| Boluspor            | Total             | 27                  | 6                   | 0                   | 1                | 0                | 0                | 0                           | 0                           | 0                           | 0                  | 0                  | 0                  | 28    | 6     | 0       |
| Flamengo            | 2012              | —                   | —                   | —                   | —                | —                | —                | —                           | —                           | —                           | 0                  | 0                  | 0                  | 0     | 0     | 0       |
| Flamengo            | Total             | 0                   | 0                   | 0                   | 0                | 0                | 0                | 0                           | 0                           | 0                           | 0                  | 0                  | 0                  | 0     | 0     | 0       |
| Boavista-RJ         | 2012              | —                   | —                   | —                   | —                | —                | —                | —                           | —                           | —                           | 0                  | 0                  | 0                  | 0     | 0     | 0       |
| Boavista-RJ         | Total             | 0                   | 0                   | 0                   | 0                | 0                | 0                | 0                           | 0                           | 0                           | 0                  | 0                  | 0                  | 0     | 0     | 0       |
| Adanaspor           | 2013–14           | 1                   | 0                   | 0                   | 1                | 0                | 0                | —                           | —                           | —                           | —                  | —                  | —                  | 2     | 0     | 0       |
| Adanaspor           | Total             | 1                   | 0                   | 0                   | 1                | 0                | 0                | 0                           | 0                           | 0                           | 0                  | 0                  | 0                  | 2     | 0     | 0       |
| Tigres do Brasil    | 2015              | —                   | —                   | —                   | —                | —                | —                | —                           | —                           | —                           | 16                 | 3                  | 0                  | 16    | 3     | 0       |
| Tigres do Brasil    | 2016              | —                   | —                   | —                   | —                | —                | —                | —                           | —                           | —                           | 0                  | 0                  | 0                  | 0     | 0     | 0       |
| Tigres do Brasil    | Total             | 0                   | 0                   | 0                   | 0                | 0                | 0                | 0                           | 0                           | 0                           | 16                 | 3                  | 0                  | 16    | 3     | 0       |
| Portuguesa/RJ       | 2016              |                     |                     |                     |                  |                  |                  |                             |                             |                             |                    |                    |                    |       |       |         |
| Total na carreira   | Total na carreira | 133                 | 25                  | 3                   | 14               | 1                | 0                | 0                           | 0                           | 0                           | 26                 | 5                  | 0                  | 173   | 31    | 3       |

- a. ^ Jogos da Copa do Brasil, Taça da Liga, Taça de Portugal e Copa da Turquia
- b. ^ Jogos da Copa Libertadores da América
- c. ^ Jogos da Copa Finta Internacional, Partida amistosa, Copa Record Rio, Campeonato Carioca, Troféu Coliseu e Copa Rio

## Títulos
Flamengo
- Troféu da Paz: 2005
- Copa Record: 2005
- Campeonato Carioca de Juniores: 2005
- Copa do Brasil: 2006

Portuguesa RJ
Copa Rubro-Verde

### Artilharias
- Troféu da Paz de 2005: 1 gol